# Leader Price
Leader Price – sieć sklepów, a także własna marka utworzona przez Jeana Bauda w 1988 roku. Siedziba firmy znajduje się w Vitry-sur-Seine. Większość sklepów znajdujących się we Francji mieści się na skraju głównych dróg lub blisko transportu publicznego.
Leader Price należy do sklepów typu hard dyskont. Pierwszy sklep utworzył Jean Baud w 1988 roku. Początkowo głównym udziałowcem była amerykańska grupa TLC. W 1989 roku w okolicach Paryża powstał pierwszy sklep tej sieci. W 1997 roku markę kupiła korporacja Groupe Casino, która otworzyła nowe sklepy we Francji oraz w jej departamentach zamorskich (Martynice, Gwadelupie, Reunion i Gujanie Francuskiej). W momencie przejmowania sieci przez Groupe Casino we Francji działało 250 sklepów Leader Price. W 2010 roku przeprowadzono rebranding marki.
W 2001 roku sieć marketów Leader Price pojawiła się w Polsce. W 2006 roku w Polsce działało 220 sklepów Leader Price (włączając sklepy franczyzowe). Pracowało w nich 2200 osób. W wyniku problemów finansowych 17 lipca 2006 Groupe Casino sprzedało 142 markety Leader Price brytyjskiej firmie Tesco za 105 mln euro. Pozostałe sklepy kupiły inne sieci handlowe.
W 2012 roku we Francji działało 604 sklepów Leader Price. Tysięczny sklep otworzono w 2014 roku. W tym samym roku założono pierwsze dziesięć sklepów w Belgii. Pod koniec 2020 roku Groupe Casino sprzedało 545 sklepów Leader Price firmie Aldi Nord za 717 mln euro. Groupe Casino zachowało prawa do marki.